# Powiat Katsuta
Powiat Katsuta (jap. 勝田郡 Katsuta-gun) – powiat w Japonii, w prefekturze Okayama. W 2024 roku liczył 16 117 mieszkańców.

## Miejscowości
- Nagi
- Shōō